# Летъркени
Летъркени (на английски: Letterkenny; на ирландски: Leitir Ceanainn) е град в северната част на Ирландия, графство Донигал на провинция Ълстър. Разположен е около река Суили на 28 km от границата със Северна Ирландия и от административния център на графствово Лифорд. Получава статут на град през 17 век. Той е най-големият град в графство Донигал. В института „Летъркени Инститют Текнълъджи“ (Letterkenny Institute of Technology) учат около 3000 студенти. Сред архитектурните забележителности на града е катедралата „Сейнт Юнан“ и църкватата Conwal Parish Church. На 32 km в северна посока е североирландския град Дери. Населението му е 15 062 жители от преброяването през 2006 г. 

## Побратимени градове
- Велюн, Полша